# Monte Carlo Masters 2018
Il Monte Carlo Masters  2018, conosciuto anche come Rolex Monte Carlo Masters  2018 per motivi di sponsorizzazione, è stato un torneo di tennis maschile giocato sulla terra rossa. È stata la 111ª edizione del torneo sponsorizzato dalla Rolex, facente parte della categoria ATP World Tour Masters 1000 nell'ambito dell'ATP World Tour 2018. Il torneo si è tenuto al Monte Carlo Country Club di Roquebrune-Cap-Martin in Francia, vicino a Monte Carlo nel Principato di Monaco dal 15 al 22 aprile 2018.

## Partecipanti

### Teste di serie
| Nazionalità | Giocatore             | Ranking* | Testa di serie |
| ----------- | --------------------- | -------- | -------------- |
| Spagna      | Rafael Nadal          | 1        | 1              |
| Croazia     | Marin Čilić           | 3        | 2              |
| Germania    | Alexander Zverev      | 4        | 3              |
| Bulgaria    | Grigor Dimitrov       | 5        | 4              |
| Austria     | Dominic Thiem         | 7        | 5              |
| Belgio      | David Goffin          | 10       | 6              |
| Francia     | Lucas Pouille         | 11       | 7              |
| Spagna      | Pablo Carreño Busta   | 12       | 8              |
| Serbia      | Novak Đoković         | 13       | 9              |
| Argentina   | Diego Schwartzman     | 15       | 10             |
| Spagna      | Roberto Bautista Agut | 17       | 11             |
| Rep. Ceca   | Tomáš Berdych         | 18       | 12             |
| Italia      | Fabio Fognini         | 20       | 13             |
| Canada      | Milos Raonic          | 22       | 14             |
| Spagna      | Albert Ramos Viñolas  | 23       | 15             |
| Francia     | Adrian Mannarino      | 25       | 16             |

* Ranking al 9 aprile 2018.

### Altri partecipanti
I seguenti giocatori hanno ricevuto una wild card per il tabellone principale:
- Félix Auger-Aliassime
- Lucas Catarina
- Thanasi Kokkinakis
- Gilles Simon

I seguenti giocatori sono passati dalle qualificazioni:

- Marco Cecchinato
- Jérémy Chardy
- Pierre-Hugues Herbert
- Il'ja Ivaška
- Dušan Lajović
- Andreas Seppi
- Stefanos Tsitsipas

I seguenti giocatori sono entrati in tabellone come lucky loser:
- Mirza Bašić
- Guillermo García López
- Florian Mayer

### Ritiri
Prima del torneo
- Pablo Carreño Busta → sostituito da  Guillermo García López
- Aleksandr Dolhopolov → sostituito da  Mirza Bašić
- David Ferrer → sostituito da  Guido Pella
- Filip Krajinović → sostituito da  Florian Mayer
- Leonardo Mayer → sostituito da  Márton Fucsovics
- Gaël Monfils → sostituito da  Julien Benneteau
- Jo-Wilfried Tsonga → sostituito da  Tennys Sandgren

Durante il torneo
- Milos Raonic

## Punti e montepremi
Poiché il Masters di Monte Carlo è un Masters 1000 non obbligatorio ha una speciale regola per il punteggio: pur essendo conteggiato come un torneo 500, i punti sono quelli di un Masters 1000. Il montepremi complessivo è di 4 872 105 €. 
| Torneo    | Torneo              | V       | F       | SF      | QF      | 3T     | 2T     | 1T     | Q  | Q2    | Q1    |
| Singolare | Punti               | 1000    | 600     | 360     | 180     | 90     | 45     | 10     | 25 | 16    | 0     |
| Singolare | Premi in denaro (€) | 935.385 | 458.640 | 230.830 | 117.375 | 60.945 | 32.135 | 17.350 | –  | 4.000 | 2.040 |
| Doppio    | Punti               | 1000    | 600     | 360     | 180     | –      | 90     | 0      | –  | –     | –     |
| Doppio    | Premi in denaro (€) | 289.670 | 141.820 | 71.130  | 36.510  | –      | 18.870 | 9.960  | –  | –     | –     |

## Campioni

### Singolare
Rafael Nadal ha battuto in finale  Kei Nishikori col punteggio di 6–3, 6–2.
- È il settantaseiesimo titolo in carriera per Nadal, il primo della stagione nonché l'undicesimo a Monte Carlo.

### Doppio
Bob Bryan /  Mike Bryan hanno battuto in finale  Oliver Marach /  Mate Pavić col punteggio di 7–6(5), 6–3.